# Felimare acriba
Felimare acriba es una especie de babosa de mar o 
nudibranquio, un molusco gastrópodo de la   familia Chromodorididae.

## Distribución
Este nudibranquio se distribuye en el Caribe.

## Descripción
Felimare acriba tiene un cuerpo azul cubierto de un patrón de malla color oro-amarillo con una serie de lunares negros hacia los bordes del manto. El borde del manto es amarillo, con una línea roja delgada dentro de este, seguido de un área más difusa de rosa a blanco. El rinóforo es morado-azul y el interior del manto y branquias son color marrón-oro. La longitud máxima es 60 mm.

## Hábitat
La profundidad mínima es de 4 m  y la máxima de 26 m.